# Heliographa excellens
Heliographa excellens är en tvåvingeart som först beskrevs av Stein 1900.  Heliographa excellens ingår i släktet Heliographa och familjen husflugor. Inga underarter finns listade i Catalogue of Life.